# Château de Châtillon (Saône-et-Loire)
Pour les articles homonymes, voir Château de Châtillon.
Le château de Châtillon est situé sur la commune de Viré en Saône-et-Loire, à flanc de pente.

## Description
Le château est un bâtiment rectangulaire, flanqué d'une tour carrée et d'une tourelle circulaire un peu plus élevées que lui et, sur la façade donnant sur la cour qui le sépare des communs, d'une tourelle d'escalier polygonale. Deux tours rondes – l'une renfermant un pigeonnier – s'élèvent de part et d'autre des communs.
Le château, propriété privée, ne se visite pas.

## Historique
- Début XVIe siècle : constitution du fief de Châtillon par Pierre de Meaux, bourgeois de Mâcon, qui y aménage une demeure possédant tous les attributs seigneuriaux, notamment une tour-porche précédée d'un pont-levis.
- XVIIIe siècle : Jean-Étienne de Meaux, conseiller du roi Louis XV et président du bailliage, propriétaire, possède également le château de Marbé à Mâcon.
- 1795 : Marie-Jeanne de Meaux, fille du précédent, épouse le sieur de Franclieu, dernier seigneur à résider au château.
- Jusqu'en 1834 : le château est la propriété de la famille de Meaux (qui, ruinée, le vend au sieur Guetton).
- XIXe siècle : époque supposée de la disparition de la tour-porche.
- Depuis 1922 : le château appartient à la famille Desbois (à Jean Desbois, décédé en 1992 à l'âge de 101 ans, puis à son petit-fils François, vigneron).

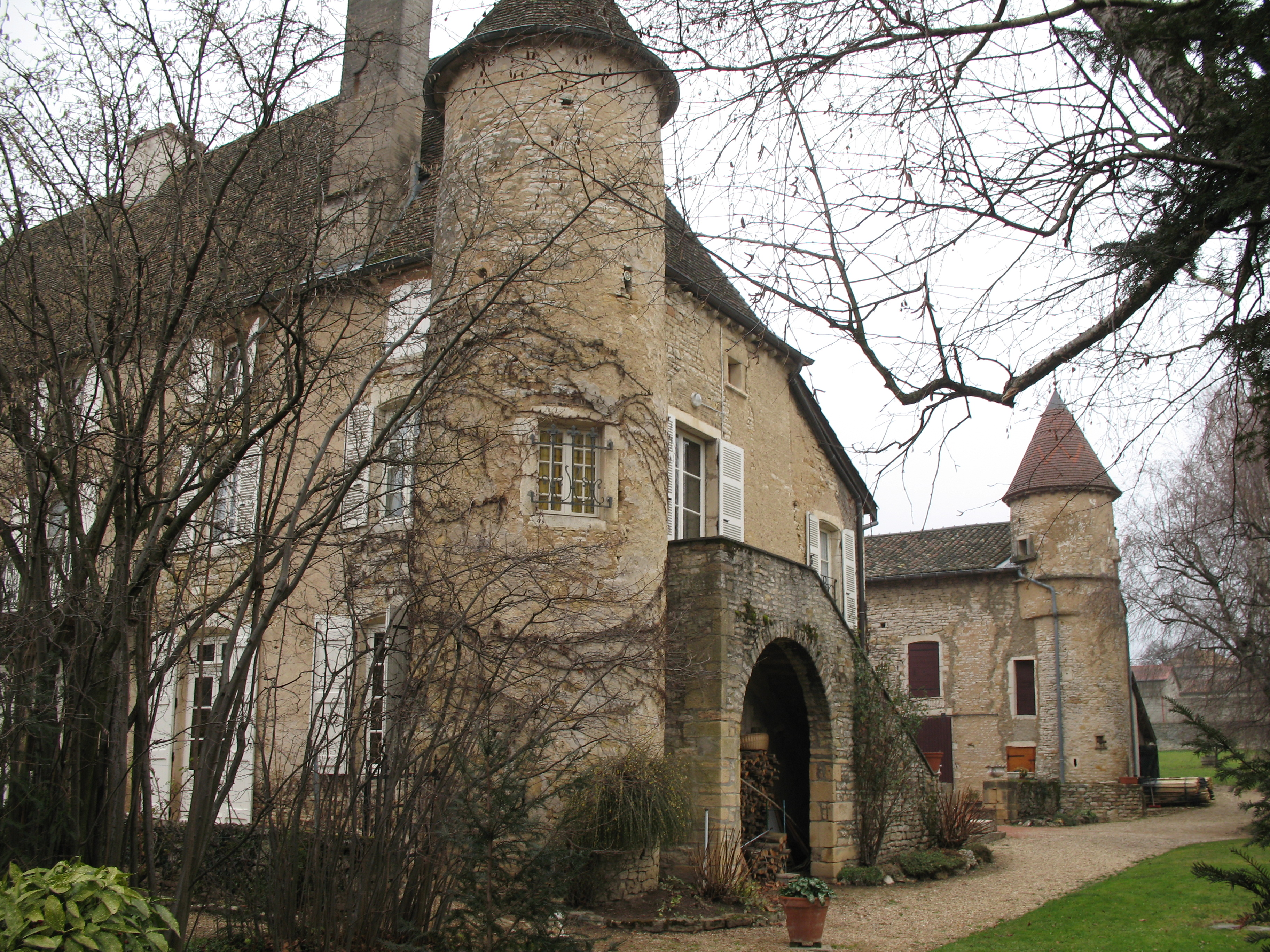
À gauche, le château et à droite, les communs
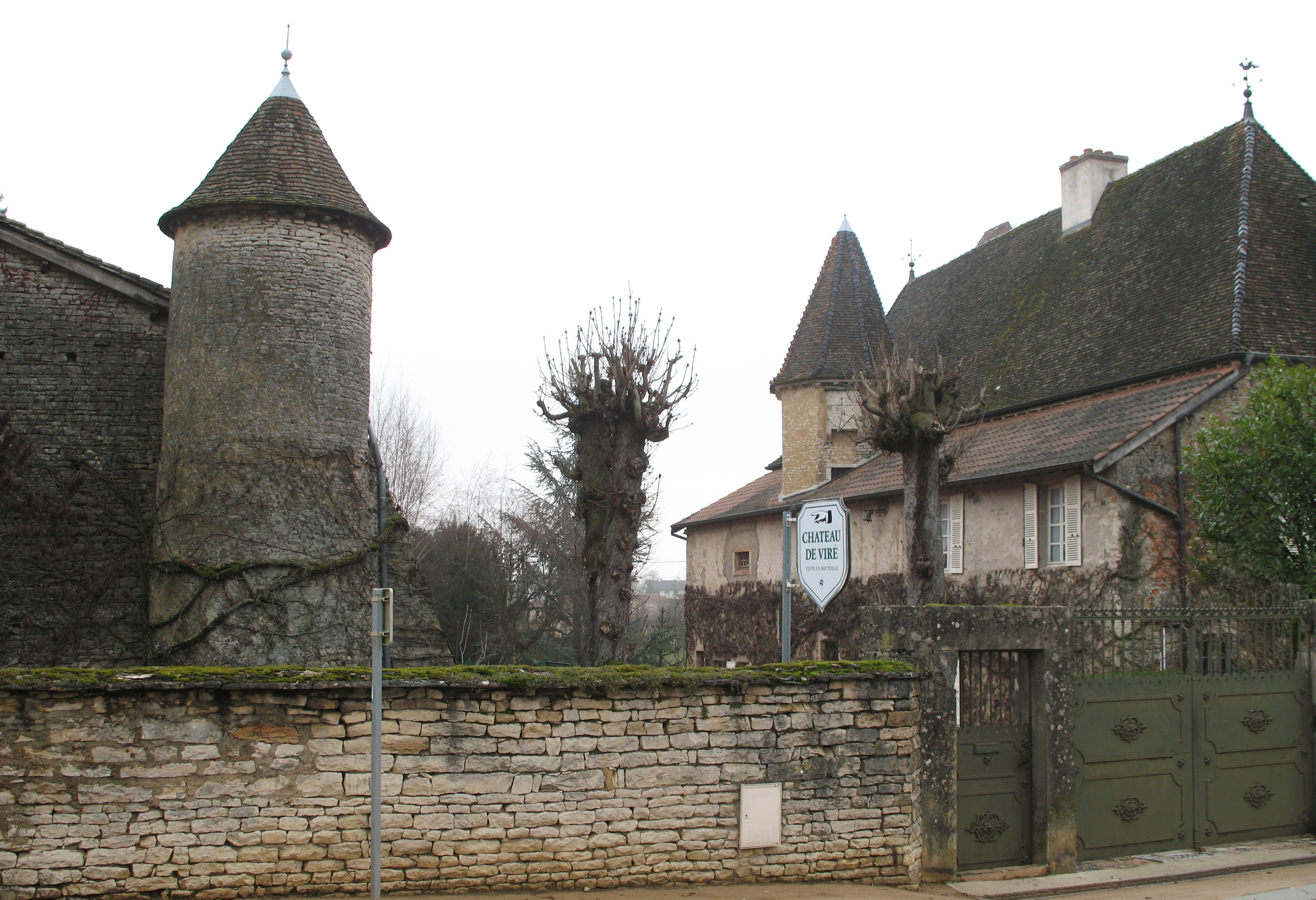
À droite, la tourelle d'escalier